# Powiat Jarosławski
Der Powiat Jarosławski ist ein Powiat (Kreis) in der polnischen Woiwodschaft Karpatenvorland. Der Powiat hat eine Fläche von 1029,15 Quadratkilometern, auf der 122.000 Einwohner leben.

## Gemeinden
Der Powiat umfasst elf Gemeinden, davon zwei Stadtgemeinden, eine Stadt-und-Land-Gemeinde sowie acht Landgemeinden.

### Stadtgemeinden
- Jarosław
- Radymno

### Stadt-und-Land-Gemeinde
- Pruchnik

### Landgemeinden
- Chłopice
- Jarosław
- Laszki
- Pawłosiów
- Radymno
- Rokietnica
- Roźwienica
- Wiązownica